# Stede Bonnet
Stede Bonnet (1688 körül – 1718. december 10.) barbadosi kalóz, aki a 18. század elején a Karib-térségben garázdálkodott. Gyakran emlegetik az „úriember kalóz” becenéven is, mivel a törvényen kívüli élete előtt tehetős földesúr volt.
Egy Barbadoson élő gazdag angol családba született, és 1694-ben, apja halála után ő örökölte a családi vagyont. Később belépett a helyi milíciába, 1709-ben pedig feleségül vette Mary Allamby-t. 1717 elején a házassági problémái miatt döntött úgy, hogy kalózkodni kezd, annak ellenére, hogy nem volt tengerészeti tapasztalata. Vásárolt egy vitorláshajót, aminek a Revenge (Bosszú) nevet adta, és zsoldos legénységével a mai Egyesült Államok keleti partvidéke mentén kereskedőhajókat kezdett fosztogatni.
1717 szeptemberében Nassauba indult, útközben azonban súlyosan megsérült egy spanyol hadihajóval való összecsapás során. Végül sikeresen megérkezett a városba, ahol találkozott Feketeszakállal. Mivel Bonnet nem volt jó kapitány, ráadásul tekintélye sem volt emberei körében, ideiglenesen átengedte a hajója feletti irányítást Feketeszakállnak. 1717 decemberéig számos kereskedőhajót támadtak meg és raboltak ki a keleti partvidék mentén. Miután útjaik szétváltak, Bonnetnek nem sikerült elfoglalnia egy Protestant Caesar nevű kereskedőhajót. A kudarc következtében legénysége elhagyta és csatlakozott Feketeszakállhoz az Anna királynő bosszúja fedélzetén. Így Bonnet kényszerűségből ismét Feketeszakállnál vendégeskedett, és egy darabig nem is lett ismét kapitány. Észak-Karolina kormányzója, Charles Eden 1718-ban kegyelemben részesítette, és engedélyt adott neki, hogy privatérként spanyol hajókat fosztogasson. Bonnet szeretett volna visszatérni a kalózkodáshoz, ám félt, hogy így elveszíti a kegyelmet. Éppen ezért felvette a Thomas kapitány álnevet, vitorlását pedig Royal James-re keresztelte át. 1718 júliusára már nyíltan folytatta a kalózkodást.
1718 augusztusában a Cape Fear folyón horgonyt vetett, hogy hajóját megtisztítsa és megjavítsa. William Rhett ezredes Dél-Karolina kormányzója, Robert Johnson felhatalmazásával a környéken garázdálkodó kalózok elleni hadjáratot vezetett. Rhett és Bonnet emberei órákon át harcoltak egymással, mire a létszámban alulmaradó kalózok megadták magukat. Rhett letartóztatta és a dél-karolinai Charlestonba vitte őket október elején. Bonnetnek október 24-én sikerült megszöknie, azonban nem sokkal később Sullivan szigetén újra elfogták. November 10-én kezdődött a tárgyalása, ahol kalózkodás vádjával halálra ítélték. A volt kapitány Johnson kormányzóhoz fordult kegyelemért, ő azonban ezt elutasította és 1718. december 10-én felakasztották Charlestonban.

## Élete

### Kalózkodás előtti élete
Bonnet feltehetően 1688-ban született, mivel 1688. július 29-én keresztelték meg. Szülei, Edward és Sarah Bonnet, több mint 1,6 km²-nyi földterületet birtokoltak Bridgetowntól délkeletre. A birtokot Stede szülei 1694-ben bekövetkező halálakor örökölte. Nem tudni, pontosan milyen oktatásban részesült, azonban több ismerőse is könyvkedvelőként jellemezte, valamint Nicholas Trott bíró is említést tett liberális neveltetéséről, amikor elítélte. Bonnet 1709. november 21-én házasodott össze Mary Allamby-val Bridgetownban. A párnak három fia–Allamby, Edward, és Stede–és egy lánya–Mary–született. Allamby még 1715 előtt meghalt, a többi gyermek azonban megélte, hogy apjuk elhagyja őket. Bonnet tengerre távozása után sohasem látta viszont családját.
Katonai szolgálatáról kevés ismert, a barbadosi milíciában őrnagyi rangja volt. Ezt valószínűleg birtokainak köszönhette, mivel a rabszolgafelkelések megakadályozása a katonaság fontos feladata volt. Katonai szolgálata mindemellett egybeesik a spanyol örökösödési háborúval, nem ismert azonban, hogy Bonnet bármilyen formában is részt vett volna a harcokban.

### Kalózkodásának korai évei
1717 tavaszán Bonnet úgy döntött, kalózkodásra adja fejét, annak ellenére, hogy semmilyen tengerészeti tapasztalattal nem rendelkezett. Charles Johnson A legnevezetesebb kalózok rablásainak és gyilkosságainak históriája (eredeti cím: A General Historie of the Robberies and Murders of the Most Notorious Pyrates) című munkájában azt írja, hogy Bonnet felesége elviselhetetlen zsémbeskedése, és rosszul működő házassága elől menekült a tengerre, Barbadoson azonban közismerten bolondnak tartották. Elintézte a papírokat, hogy felesége és két barátja intézhesse tovább pénzügyeit, majd megbízott egy helyi hajókészítőt, hogy építsen neki egy hatvantonnás szlúpot, amelyet hat ágyúval szerelt fel és aminek a Revenge (Bosszú) nevet adta. Ez szokatlan volt, mivel a legtöbb kalóz lázadással vagy elfoglalással szerzett hajót magának, esetleg egy privatérhajót tett kalózhajóvá. Bonnet több mint hetven fős legénységet toborzott magának, de mivel a kormányosa vagy tisztje tudására támaszkodott, emberei nemigen tisztelték. Bonnet abban is eltért a korabeli kalózszokástól, hogy legénységének bért fizetett, nem pedig a zsákmányon osztoztak. A hatóságokat azzal tévesztette meg, hogy azt állította, privatéri megbízást akar szerezni, esetleg felcsap kalózvadásznak. A feljegyzések szerint 1717 áprilisában teljes titokban, az éj leple alatt hagyta el Barbadost. A legtöbb matróz kényszerből válik kalózzá, Bonnet azonban egy kényelmes, földesúri életformát hagyott hátra, amikor kihajózott Bridgetownból. Erre utal a később ráragasztott „úriember kalóz” becenév is.
Bonnet Virginia partjaihoz, a Chesapeake-öböl bejáratának közelébe hajózott, ahol négy vitorlást foglalt el és fosztott ki, valamint felégetett egy Turbet nevű barbadosi hajót is, hogy bűntetteinek nehogy híre menjen hazájában. Valódi kilétét emellett azzal próbálta titkolni, hogy felvette az Edwards kapitány álnevet. Ezek után New York felé vette az irányt. Útközben két további hajót foglalt el, tengerészeti ellátmányt vett magához, és az elfogott túszokat kitette Gardiners szigetén. 1717 augusztusára visszatért Karolina vidékére, ahol két vitorlást is megtámadott: egy bostoni brigantint és egy barbadosi szlúpot. A kalózok a brigantint szétszedték, a rakománnyal megrakott szlúpot azonban Észak-Karolina partjai közelében egy keskeny öbölbe vitték, hogy megjavíthassák a Revenge-t. Miután ezzel végeztek, a minden használható elemétől megfosztott szlúpot felgyújtották. 1717 szeptemberében Bonnet Nassauba indult. A város és New Providence szigete akkoriban igen nagy népszerűségnek örvendett a kalózok körében, akik ide nyugodtan visszahúzódhattak a haditengerészet elől. Útközben azonban harcba keveredett egy spanyol hadihajóval, ami elől csak hatalmas veszteségek árán sikerült elmenekülnie. Ő maga súlyosan megsérült, a Revenge jelentősen megrongálódott, és a legénység fele is megsebesült vagy meghalt. A károkat és hiányokat Nassauban pótolta, megjavíttatta hajóját, valamint az ágyúk számát 12-re növelte.

### Feketeszakáll mellett
Nassauban találkozott Benjamin Hornigolddal és Feketeszakállal. Utóbbi jelentős szerepet játszott későbbi pályafutásában. Még mindig komoly sérüléseitől szenvedve Bonnet ideiglenesen átengedte a hajója feletti irányítást Feketeszakállnak, de vendégként ő is a fedélzeten maradt. Ketten északnak, a Delaware-öböl felé vették az irányt, ahol 11 hajót foglaltak el. 1717. szeptember 29-én a Revenge Feketeszakáll irányítása alatt kifosztotta a madeirai bort szállító Bettyt. Codd kapitány, akinek kereskedőhajóját október 12-én foglalták el, később úgy jellemezte Bonnetet, hogy egy könyvet bújva hálóingben sétált a fedélzeten és magában motyogott. Egyértelmű volt számára, hogy semmilyen hatalommal nem rendelkezett a kalózok fölött, és még mindig gyengélkedett sérülései miatt. Később a Revenge két philadelphiai hajót is zsákmányolt (a Spoffordot és a Sea Nymph-et), október 22-én pedig a Robert és Good Intent vitorlásokat fosztották ki.
Bonnet és Feketeszakáll novemberben tért vissza a Karib-térségbe, ahol folytatták a kalózkodást. November 17-én Martinique-tól mindössze 100 mérföldnyire Feketeszakáll két hajót számláló flottájával megtámadta a Concorde nevű rabszolgaszállítót. A Concorde hadnagya szerint az egyik kalózhajón 120 ember szolgált és 12 ágyúval volt felszerelve, míg a másik vitorlásnak 30 fős legénysége és 8 ágyúja volt. A Concorde matrózai ugyan felvették a harcot, de hamar megadták magukat. A kalózok Bequilára vitték újonnan szerzett hajójukat, ahol kitették a franciákat és a rabszolgákat. Feketeszakáll az Anna királynő bosszúja nevet adta neki, amivel feltehetően I. György királyt akarta megsérteni, és megtette zászlóshajójának. December 19 után nem sokkal Bonnet és Feketeszakáll útjai elváltak, és Bonnet a Karib-tenger nyugati felére hajózott. 1718 márciusában Honduras partjainál megtámadta a 400 tonnás Protestant Caesar nevű kereskedőhajót. A vitorlásnak sikerült elmenekülnie, aminek következtében Bonnet legénysége lázadozni kezdett kapitánya ellen. Amikor nem sokkal később ismét találkoztak Feketeszakállal, emberei csatlakoztak hozzá, magára hagyva korábbi kapitányukat. Feketeszakáll egy Richards nevű embert bízott meg a Revenge irányításával. Bonnet így ismét Feketeszakáll vendége lett annak Anna királynő bosszúja nevű vitorlásán. Néhány hozzá hű maradt emberével bizalmasan közölte, hogy felhagyna a törvényen kívüli élettel, ha Spanyolországba vagy Portugáliába tudna szökni. Ezek után Bonnet legközelebb 1718 nyarán lett ismét kapitány.
Richards irányítása alatt a Revenge elfoglalta David Herriot kapitány Adventure nevű jamaicai szlúpját. Herriot csatlakozott a kalózokhoz, és Feketeszakáll flottája így már három hajót számlált. Bonnet vele tartott Charlestonba, ahol 1718 tavaszán a kalózvezér blokád alá vonta a város kikötőjét. Ezek után a Topsail-öbölbe (Beaufort-öbölként is ismert) mentek azzal a céllal, hogy megtisztítsák és rendbe tegyék a hajókat. Az Anna királynő bosszúja azonban zátonyra futott és odaveszett. A flottát az öbölben hagyva Bonnet, majd később Feketeszakáll is, az észak-karolinai Bath-ba utazott, ahol kegyelmet kaptak Charles Eden kormányzótól. Míg Feketeszakáll visszatért a Topsail-öbölbe, Bonnet Bath-ban maradt, hogy elintézze, hogy a Revenge fedélzetén Dán Nyugat-India központjába, Saint Thomas-ra hajózhasson. Célja az volt, hogy itt kalózlevelet kapva privatérként spanyol hajókat fosztogathasson. Eden megadta neki ezt az engedélyt.

### Ismét kalózkapitányként
Bonnet visszatért a Topsail-öbölbe, ahol azt találta, hogy Feketeszakáll korábbi közös legénységük egy részét hátrahagyta a parton, a flotta három hajóját–köztük a Revenge-t is–pedig kifosztotta és minden értéket magával vitt. Bonnet valószínűleg 1718 nyarán visszavette a Revenge feletti irányítást. Ekkor emberei között már igen kevés lehetett, ha volt egyáltalán, aki vele együtt hajózott ki a barbadosi kikötőből 1717 áprilisában. Feketeszakáll az öböl partjainál további kalózokat tett ki saját legénységéből, akiket Bonnet pár nap múlva felvett a Revenge fedélzetére. A megmentettek között volt David Herriott, aki szerint összesen 17-en voltak, míg egy másik partra tett kalóz, Neal Paterson szerint 25-en voltak.
Nem sokkal ezután Bonnet megtudta, hogy Feketeszakáll tanyát vert az Ocracoke-öbölnél. El is indult felkeresni áruló barátját, ám nem bukkant a nyomára, és soha többé nem is találkozott vele. Valószínűleg nem akart eltérni eredeti tervétől, hogy St. Thomasba hajózzon és hivatalos kalózlevelet kapjon, azonban két súlyos problémája is akadt, ami mégis a kalózkodás felé csábította. Először is Feketeszakáll minden élelmet és felszerelést ellopott, amire legénységének és neki nagy szüksége volt (a tárgyaláson az egyik kalóz azt állította, hogy a Revenge fedélzetén mindössze 10 vagy 11 hordó maradt). Másrész St. Thomas környékén éppen az őszig is eltartó atlanti-óceáni hurrikánszezon tombolt. Bármennyire is csábította a kalózkodás, azt is tudta, hogy annak folytatásával mindenképpen elveszíti a korábban kapott kegyelmet. Éppen ezért abban reménykedve, hogy megőrizheti azt, Bonnet felvette a Thomas kapitány álnevet, hajóját pedig Royal James-re keresztelte át. Egyes feltételezések szerint szlúpja új neve a fiatal Stuart Jakab Ferenc Eduárd hercegre utalhat. Ha ez igaz, akkor Bonnet vagy emberei jakobiták lehettek. Ezt az is alátámasztja, hogy a kalózok egyik foglya tanúja volt, ahogy fogva tartói az „idősebb trónkövetelő” egészségére isznak azt kívánva, hogy hamarosan az angol nép királyaként köszönthessék.
Bonnet kezdetben azzal próbálta leplezni valódi szándékait, hogy kereskedést színlelt két általa kirabolt hajóval is. Nem sokkal később elvetette ezt a módszert, és nyíltan kalózkodott tovább. 1718 júliusában a Delaware-öbölhöz hajózott, ahol 11 vitorlást fosztott ki. Eközben rengeteg foglyot ejtett, akik közül többen is csatlakoztak legénységéhez. Bonnet nem tartotta meg a zsákmányolt hajókat, a legutolsó kettő szlúpot, amit elfoglalt (Francis és Fortune), azonban igen. 1718. augusztus 1-jén a három hajóból álló flotta elhagyta az öblöt és délnek indult. Az elfoglalt szlúpok lemaradtak, így Bonnet elsüllyesztésükkel fenyegette meg őket. Az út alatt a legénység szétosztotta a megszerzett vagyont, egy embernek kb. 10-11 font jutott. Ez az egyetlen utalás maradt fenn arra, hogy Bonnet gyakorolta volna a bevett kalózszokást, és elhagyta a zsoldfizetést.
12 nappal azután, hogy maguk mögött hagyták az öblöt, a kalózok felhajóztak a Cape Fear folyón és lehorgonyoztak egy apró vízi út bejáratánál, amit ma Bonnet-öbölnek neveznek. A Royal James léket kapott, így javításra szorult. Partra vontatták és oldalára fordították, hogy a hajótestet helyrehozhassák. Nem sokkal azután, hogy ezt megtették, elfoglaltak egy, a folyón érkező apró naszádot. Bonnet ezt szétszedette, hogy felhasználhassa zászlóshajója javításához. A munkának legalább egy részét, ha nem az egészet a foglyokkal végeztették el. Ezt bizonyítja, hogy Bonnet legalább egy embert megfenyegetett, hogy egy lakatlan szigeten hagyja, ha nem dolgozik a Royal James szivattyúján. A kalózok az ezt követő 45 napot a folyón töltötték. Bonnet fedélzetmestere, Ignatius Pell, szerint az volt a tervük, hogy itt várják ki a hurrikánszezon végét.

### Csata a Cape Fear folyón
1718 augusztusának végén Charlestonnak meggyűlt a baja a kalózokkal. Charles Vane Feketeszakáll sikerén felbuzdulva a kikötő környékén portyázott, valamint a Cape Fear folyón táborozó kalózflotta híre is aggasztotta a város vezetését. Robert Johnson, Dél-Karolina kormányzója felhatalmazta William Rhett ezredest, hogy indítson hadjáratot ellenük. Az ezredes két, nyolc ágyúval felszerelt szlúppal és összesen 130 fős legénységgel rendelkezett. Vane tudomást szerzett a kalózok ellen indított hajókról, így gyorsan elmenekült. Rhett ezek után a folyón garázdálkodó haramiák ellen indult, annak ellenére, hogy a terület észak-karolinai fennhatóság alá tartozott. Szeptember 26-án érkezett meg a folyó torkolatához. Bonnet kezdetben azt hitte a flottára, hogy kereskedőhajókból áll, így utánuk küldött három csónakot, hogy foglalják el őket. Rhett Henry nevű zászlóshajója a torkolatnál zátonyra futott, így a csónakok elég közel tudtak menni, hogy felismerjék a jól felfegyverzett hajók valódi szándékát, és sértetlenül visszatérjenek figyelmeztetni Bonnetet. Mire a dagály kiszabadította a Henryt, már lenyugodott a nap.
Bonnet 46 emberből álló legénységét szétosztotta a három szlúpja között. Az éjszaka alatt mindenkit a Royal James fedélzetére hívott, ahol eltervezték, hogy a következő reggel átküzdve magukat Rhett flottáján a tengerre szöknek. Nem merték megkockáztatni a folyó keskeny csatornáin való átkelést a sötétben. Bonnet ezek mellett írt egy levelet Johnson kormányzónak, amiben azzal fenyegetőzött, hogy Charleston kikötőjében felégeti az összes hajót. 1718 szeptember 27-én hajnalban a kalózok szlúpja megindult Rhett flottája felé, tüzet nyitva rájuk. Az ezredes két hajója szétvált, hogy bekeríthessék a Royal James-t. Bonnet úgy próbálta meg elkerülni ezt, hogy a vitorlást a folyó nyugati partja közelébe irányította, azonban a manőverezés közben zátonyra futott. Rhett szlúpjai szintén megfeneklettek, aminek eredményeképp egyedül a Henry volt a Royal James lőtávolságán belül.
A kialakult patthelyzet 5-6 órán át tartott, eddig mindkét fél mozgásképtelen maradt. A kalózok előnyére a Royal James olyan szögben dőlt meg, hogy fedezte őket, míg a Henry fedélzete pont az ellenség felé billent, lehetőséget adva a kalózoknak sortüzet leadni a dél-karolinaiakra. Bonnet 12 embert veszített, míg Rhett 70 fős legénységéből 10-en haltak meg és 14-en sérültek meg. A kalózok lelkesen küzdöttek, arra biztatva ellenfelüket, hogy szálljanak át hajójukra közelharcot vívni. Zászlójukra még csomót is kötöttek gúnyból, amivel azt jelezték, hogy segítségre van szükségük. Bonnet pisztollyal a kezében a fedélzeten fel-alá járkálva azzal fenyegetőzött, hogy megöli azt, aki habozik felvenni a harcot. Ennek ellenére néhány fogoly, akik erőszakkal lettek Bonnet legénységének tagjai, nem akart Rhett embereire tüzelni. Az ütközet hevében egyiküknek épphogy sikerült elkerülnie, hogy Bonnet megölje.
A csata akkor dőlt el, amikor a dagály kiszabadította Rhett szlúpjait, míg a Royal James továbbra is mozgásképtelen maradt egy darabig. Bonnet tehetetlenül nézte, ahogy az ellenséges hajókat megjavítják és azok megindulnak szlúpja felé. A majdnem háromszoros fölényben lévő dél-karolinaiakkal szemben a kalózoknak nem volt esélyük közelharccal győzedelmeskedni. Bonnet megparancsolta George Ross hajótüzérnek, hogy robbantsa fel a Royal James lőporraktárát. Ross valószínűleg ezt meg is próbálta, ám a legénység többi tagja megakadályozta ebben. Végül megadták magukat, Rhett pedig október 3-án visszatért Charlestonba az életben maradt 33 kalózzal és kapitányukkal.
A Cape Fear folyón lezajlott csata a kalózok körében nagyszabásúnak számított, mivel sok hajó vett részt benne, és mindkét oldalon viszonylag nagy volt az áldozatok száma.

### Szökése, újbóli elfogása és kivégzése

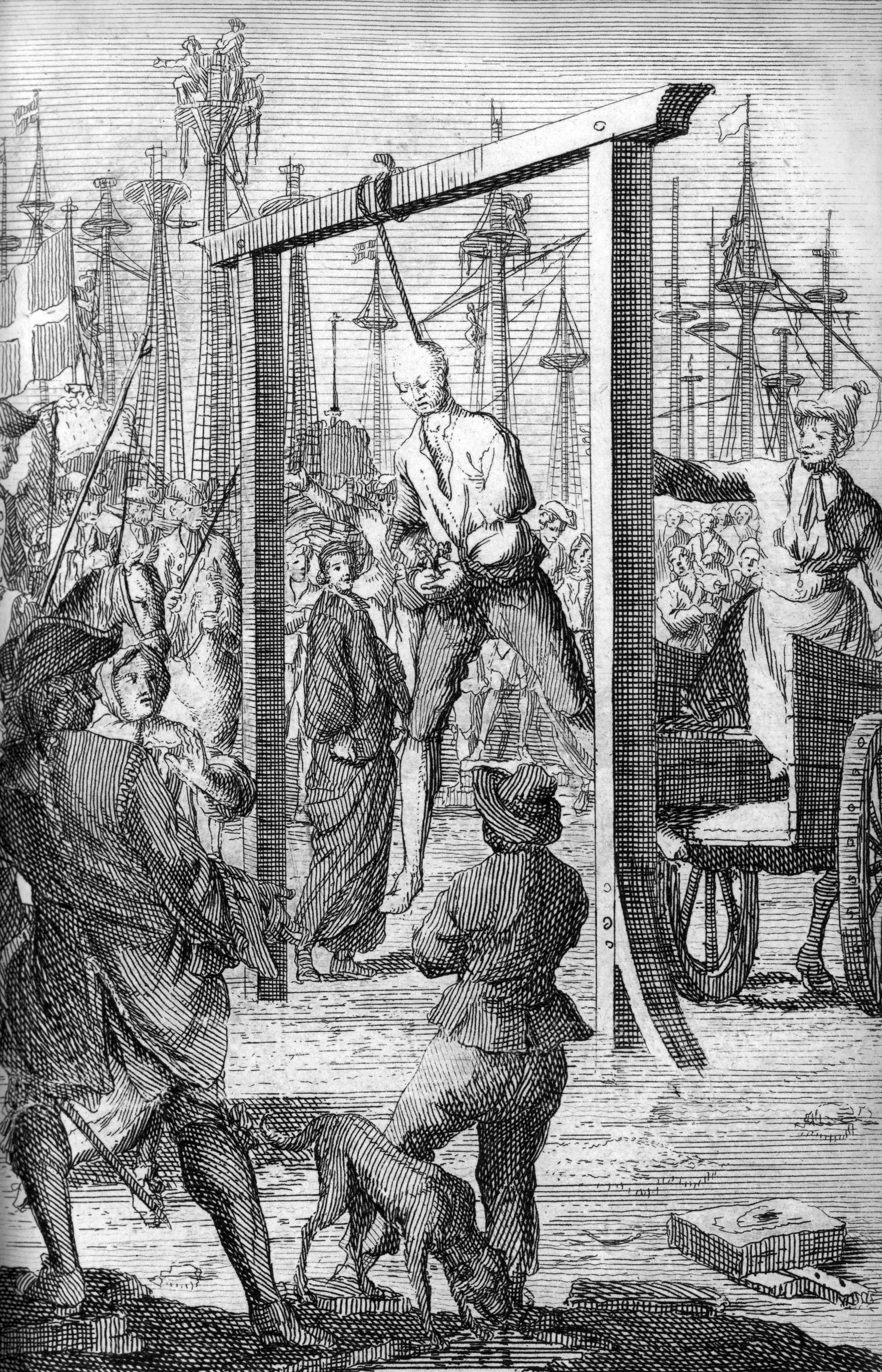
Bonnet akasztása 1718. december 10-én Charlestonban.

Charlestonban Bonnetet elkülönítették legénysége többi tagjától, a kapitány fedélzetmesterével, Ignatius Pell-lel, és tisztjével, David Herriott-tal, három hétig a helyi fegyvermester házában raboskodott. Október 24-én Bonnetnek és Herriottnak sikerült megszöknie, valószínűleg egy helyi kereskedő, Richard Tookerman segítségével. Johnson kormányzó 700 font jutalmat ígért a nyomravezetőnek, valamint csapatokat küldött felkutatásukra. Bonnet és Herriott egy rabszolga és egy indián társaságában szerzett egy csónakot. Eljutottak a chalrestoni kikötő északi felére, a szél és hiányos felszerelés miatt azonban Sullivan szigetén megállni kényszerültek. A kormányzó csapatot küldött a szigetre. Egy alapos kutatás után rá is találtak Bonnetékre. Tűzharc alakult ki, mely során Herriott meghalt, a két rabszolga pedig megsérült. Bonnet megadta magát, és visszavitték Charlestonba. Bonnet legénységének tárgyalása október 28-án kezdődött, és négy ember kivételével mindet halálra ítélték. November 8-án, két nappal azután, hogy kapitányukat újból elfogták, mind a 29 kalózt felakasztották.
1718. november 10-én kezdődött meg Bonnet tárgyalása Sir Nicholas Trott, az Altengernagy Bíróságának bírájának vezetésével. Míg a tárgyalásra várt, egy civil felkelés tört ki a városban. A hatóságok később azt írták, hogy a felkelés majdnem felégette az egész várost és megdöntötte a vezetést. Bonnetet csupán kétrendbeli kalózkodással, a Francis és a Fortune vitorlások elfoglalásával, vádolták meg. Mindkét hajó kapitánya kész volt személyesen is tanúskodni. Ignatius Pell vádalkut kötött és, bár látszólag vonakodva, volt kapitánya ellen vallott. Bonnet ártatlannak vallotta magát. Ügyvéd nélkül, saját magát képviselte a tárgyaláson, kevés sikerrel. Saját védelmében még egy tanút is sikerült szereznie. A bíróság a Trott által benyújtott bizonyítékok alapján Bonnet bűnössége mellett döntött. Két nappal később Trott halálra ítélte Bonnetet.
Míg kivégzésére várt, Bonnet írt egy levelet Johnson kormányzónak, amiben kegyelemért könyörgött, arra esküdve, hogy kezét-lábát vágják le, ha újra kalózkodásra adja fejét. Charles Johnson szerint–főleg a női–lakosság sajnálni kezdte a szemmel láthatóan eszét vesztő Bonnetet, és a londoni újságok később azt közölték, hogy a kormányzónak hét alkalommal is el kellett halasztania a kivégzést. A kalózt végül 1718. december 10-én végezték ki Charlestonban, White Point Gardenben. Halála után 4,4 millió dollárra becsült vagyona a dél-karolinai kincstárba került.

## Tekintélye kapitányként
A legtöbb kalózkapitány legénysége fölötti hatalomgyakorlása kérdéses. Mivel jogilag nem számítottak kapitánynak, a törvény által nyújtott védelem és kiváltságok sem jártak nekik. A legtöbbjüket a legénység szavazással választotta, és ily módon bármikor le is válthatták őket. Mivel a tengerészeti szokásokat nem tartotta be, Bonnet még ennél is gyengébb pozícióban volt. Ezt jól mutatja, hogy együttműködésük idején Feketeszakáll abszolút fölénnyel irányította a kalózokat, akik sokkal szívesebben engedelmeskedtek a tapasztaltabb és karizmatikusabb kalózvezérnek, mint kapitányuknak.
Tárgyalásán Bonnet minél inkább csökkenteni akarta saját hatalmát a legénység felett. Azt állította, hogy emberei saját akarata ellenére kezdtek kalózkodni. Ő maga azzal fenyegetőzött, hogy magára hagyja őket, ha nem hagyják abba a rablást. Azt is hozzátette, hogy a Francis elfoglalásakor éppen aludt. A bíróság nem fogadta el az érveket.
Ignatius Pell szerint Robert Tucker kormányosnak nagyobb hatalma volt, mint Bonnetnek. Mindezek ellenére az elfogott kalózok kapitányukként utaltak rá, és valószínű, hogy Feketeszakáll árulása után a Royal James legalább egyenrangú parancsnoka lett. Valószínűleg rábízták a szétosztandó kincsek kezelését, és az olyan fontos döntéseket, minthogy merre menjenek, és melyik hajókat támadják meg. Ráadásul a Delaware-öbölben megparancsolta, hogy a fegyelem megsértése miatt a legénység két tagját korbácsolják meg. A kalózok nemigen kedvelték és gyakorolták ezt a fajta büntetést, mivel az a haditengerészetben és a kereskedelmi hajózásban igen népszerű volt, és legtöbbjük ezt az életformát hagyta ott a kalózkodásért. Éppen ezért több mint valószínű, hogy csak a kapitány adhat ki ilyen parancsot úgy, hogy lázongás nélkül végrehajtják azt.

## Bonnet zászlaja

Bonnet zászlajának hagyományos ábrázolása.

Bonnet zászlaja egy koponyát ábrázol egy szív és egy tőr között, alul pedig egy keresztbe fektetett csonttal, fekete háttérrel. Annak ellenére, hogy ez az ábrázolás igen elterjedt a modern irodalomban, semmilyen György-korabeli forrás nem tesz említést róla, pláne nem köti Bonnet személyéhez. Első említése egy ismeretlen eredetű és idejű kéziratból származik, ami emellett több Jolly Rogert is tartalmaz. A kéziratot Dr. Philip Gosse adományozta a londoni Nemzeti Tengerészeti Múzeum számára, még 1939-ben. Bonnet legénysége és kortársai úgy utaltak a kapitány zászlójára, mint „véres lobogóra”, ami valószínűleg sötétvörös színére utal. 1718-ban a Boston News-Letter újságban azt írták Bonnet és a Protestant Caesar közötti összecsapásról, hogy a kalózok halálfejes zászló alatt hajóztak. A leírás nem tér ki sem színre, sem pedig egyéb ábrára. Johnson 1724-ben megjelent könyvében szintén csupán egy halálfej látható a lobogón, fekete háttérrel.

## Emlékezete

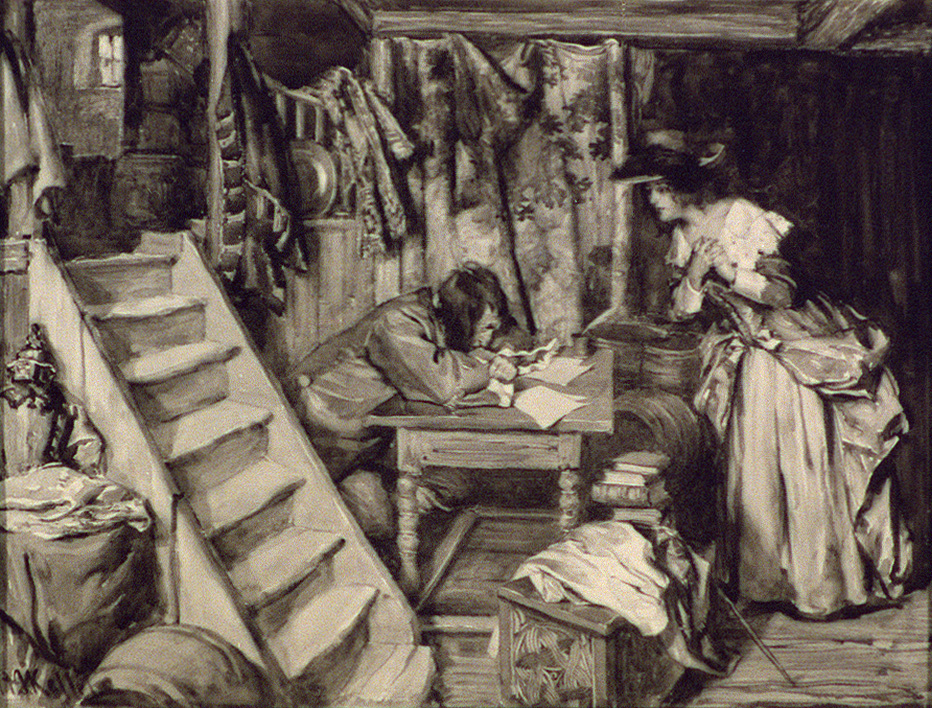
Bonnet és regénybeli lánya, Kate (Arthur Ignatius Keller, 1902)

Bonnet ismertségét leginkább két oknak köszönheti: egyrészt Feketeszakállal való együttműködésének, másrészt pedig kalózzá válásának szokatlan körülményei miatt. Pályafutása során egyedül sohasem sikerült nagy zsákmányra szert tennie, csak amikor másokkal közösen garázdálkodott. Amikor egyedül irányította legénységét általában rossz döntéseket hozott (például egy jól felfegyverzett spanyol hadihajó megtámadása, vagy a Protestant Caesar elleni kudarc) és a korabeli kereskedelemre sem volt hatással.
Bonnet az egyik olyan kalózkapitány, aki az utókor szerint foglyait pallón sétáltatta. A korabeli források azonban nem említik, hogy ilyen valaha is történt volna. A mai történészek, többek között Marcus Rediker, a Pittsburghi Egyetem történelemprofesszora, általánosan elfogadják, hogy a pallón sétáltatás Bonnet koránál később alakult ki.

### Alakja a modern kultúrában
Bonnet alakja számos irodalmi alkotásban szerepel. Feketeszakáll mellett ő az egyik főhőse Tim Powers Ismeretlen vizeken című novellájának. A 19. századi író, Frank Stockton munkája, a Kate Bonnet: The Romance of a Pirate's Daughter, egy szatirikus regény Bonnet fiktív lányáról, Kate-ről. Ezek mellett röviden megemlítik James A. Michener Chesapeake című történelmi regényében is.
Alakja kalóztémájú videojátékokban is szerepel, mint például a 2004-es Sid Meier's Pirates!-ben, vagy az Assassin's Creed IV: Black Flag-ben, valamint hasonló témájú filmekben is, mint például az 1962-es Hero's Islandban.
Az észak-karolinai Southportban a Bonnet-öböltől nem messze a Cape Fear folyón zajlott csata és Bonnet emlékére táblát helyeztek el. A Yacht Basin Provision Company évente rendez egy róla elnevezett vitorlásversenyt is, Southport közelében.

## Fordítás
Ez a szócikk részben vagy egészben  a   Stede Bonnet című angol Wikipédia-szócikk ezen változatának fordításán alapul.  Az eredeti cikk szerkesztőit annak laptörténete sorolja fel. Ez a jelzés csupán a megfogalmazás eredetét és a szerzői jogokat jelzi, nem szolgál a cikkben szereplő információk forrásmegjelöléseként.